# Kaigan-lijn
De Kaigan-lijn (海岸線, Kaigan-sen, "kustlijn") is een van de twee metrolijnen van de metro van Kōbe) in de Japanse stad Kōbe. De lijn werd in 2001 geopend en heeft als bijnaam Yumekamome (夢かもめ). De lijn loopt van oost naar west en heeft als kenmerken de letter K (waarmee de stations worden aangeduid, de  in het symbool verwijst naar het U-vormige traject) en de kleur lichtblauw. De Kaigan-lijn is 7,9 km lang en kruist de Seishin-Yamate-lijn bij de stations Sannomiya-Hanadokei-mae en Shin-Nagata. Er zijn in totaal 10 stations.

## Geschiedenis
De metrolijn werd in 2001 geopend als een verbinding tussen de stadshavens van Kōbe en de stations Sannomiya en Shin-Nagata. Het idee stamde uit een bestemmingsplan van 1989.

## Toekomst
In hetzelfde bestemmingsplan werd ook een verlenging tot in de wijken Nada-ku en Higashinada-ku bepleit.

## Stations
| Nummer | Station                 | Japans                                   | Verbindingen | Wijk      | Stad |
| ------ | ----------------------- | ---------------------------------------- | --- | --------- | ---- |
| K01    | Sannomiya-Hanadokeimae  | 三宮・花時計前                           | West Japan Railway Company: Tokaidō-lijn (JR Kobe-lijn), Station Sannomiya) Hankyū: Kōbe-lijn, Kōbe Kōbe-lijn (Station Sannomiya) Hanshin: Hanshin-lijn (Station Sannomiya) Kōbe Shinkōtsū: Port Liner (Station Sannomiya) Metro van Kōbe: Seishin-Yamate-lijn (Station Sannomiya: S03) | Chūō-ku   | Kōbe |
| K02    | Kyūkyoryūchi-Daimarumae | 旧居留地・大丸前                         | West Japan Railway Company: Tokaidō-lijn (JR Kobe-lijn, Station Motomachi) Hanshin: Hanshin-lijn, Kōbe Kōsoku-lijn (Station Motomachi) | Chūō-ku   | Kōbe |
| K03    | Minato Motomachi        | みなと元町（ワコーレ和田興産前）         | | Chūō-ku   | Kōbe |
| K04    | Harborland              | ハーバーランド（デュオこうべ前）         | West Japan Railway Company: Tokaidō-lijn, Sanyō-lijn (JR Kobe-lijn, Station Kōbe) Hanshin & Hankyū: Kōbe Kōsoku-lijn (Station Kōsoku Kōbe) | Chūō-ku   | Kōbe |
| K05    | Chūō-Ichibamae          | 中央市場前                               | | Hyōgo-ku  | Kōbe |
| K06    | Wadamisaki              | 和田岬（三菱神戸病院前）                 | West Japan Railway Company: Sanyō-lijn (Wadamisaki-lijn) | Hyōgo-ku  | Kōbe |
| K07    | Misaki-Kōen             | 御崎公園（ホムスタ前）                   | | Hyōgo-ku  | Kōbe |
| K08    | Karumo                  | 苅藻（三ツ星ベルト前)                    | | Nagata-ku | Kōbe |
| K09    | Komagabayashi           | 駒ヶ林（三国志のまち・アグロガーデン前） | | Nagata-ku | Kōbe |
| K10    | Shin-Nagata             | 新長田（鉄人28号前）                     | Metro van Kōbe: Seishin-Yamate-lijn (S09) West Japan Railway Company: Sanyō-lijn (JR Kobe-lijn) | Nagata-ku | Kōbe |